# Pheloconus flavicans
Pheloconus flavicans – gatunek chrząszcza z rodziny ryjkowcowatych.

## Zasięg występowania
Występuje w Argentynie, Boliwii, Brazylii oraz w Ameryce Środkowej.